# Tríada d'O'Donoghue
La tríada desgraciada o tríada d'O'Donoghue és una lesió al lligament encreuat anterior, el lligament lateral intern del genoll i un menisc del genoll. Els estudis realitzats durant la dècada de 1990 per O'Donoghue van indicar que aquesta tríada "clàssica" és en realitat una entitat clínica inusual entre els esportistes amb lesions al genoll. L'anàlisi del 1990 va demostrar que les ruptures de menisc lateral de són més comunes que les ruptures de menisc medial en aquesta tríada.